# Durch die Blume gesagt
Etwas durch die Blume sagen oder verblümt sagen (seit dem 16. Jahrhundert belegt) ist eine Redewendung, mit der das vorsichtige, freundliche Üben von Kritik – oft in bildhaften Andeutungen – ausgedrückt werden soll.
Vermutlich geht die Redensart auf die Blumensprache zurück, in der bestimmten Blumen bestimmte Aussagen zugeordnet sind, die so verschlüsselt – durch die Blume – gemacht werden können und den Empfänger schonen. Den Gegensatz dazu stellt unverblümt dar: Wer etwas unverblümt sagt, äußert sich geradeheraus und ohne Rücksichtnahme. Eine verbreitete ironische Erwiderung auf durch die Blume oder unverblümt geäußerte Kritik ist „Vielen Dank für die Blumen“, was entweder ausdrückt, die versteckte Kritik verstanden zu haben, oder darauf hinweist, die Kritik sei allzu offen geäußert worden. 
Bereits in der antiken Rhetorik war der lateinische Begriff flosculus ‚Blümchen‘ für eine verhüllende Redeweise bekannt. Daraus entstand das deutsche Wort „Floskel“.
Unter Gebildeten sagte man dafür bis ins 19. Jahrhundert auf Lateinisch sub rosa (wörtlich ‚unter einer Rose‘). 